# Beverly Bowes
Beverly Bowes-Hackney (9 settembre 1965) è un'ex tennista statunitense.

## Carriera
In carriera ha raggiunto una finale nel singolare al Virginia Slims of Nashville nel 1988 e una nel doppio al Virginia Slims of Indianapolis nel 1987, in coppia con Hu Na. Nei tornei del Grande Slam ha ottenuto il suo miglior risultato raggiungendo il terzo turno nel singolare agli US Open nel 1986 e agli Australian Open nel 1987.

## Statistiche

### Singolare

#### Finali perse (1)
| Numero | Anno            | Torneo                                 | Superficie | Avversaria in finale | Punteggio |
| 1.     | 23 ottobre 1988 | Virginia Slims of Nashville, Nashville | Cemento    | Susan Sloane         | 3-6, 2-6  |

### Doppio

#### Finali perse (1)
| Numero | Anno             | Torneo                                       | Superficie | Compagna | Avversarie in finale         | Punteggio |
| 1.     | 1º novembre 1987 | Virginia Slims of Indianapolis, Indianapolis | Cemento    | Hu Na    | Jenny Byrne Michelle Jaggard | 2-6, 3-6  |

### Risultati in progressione
| Sigla | Risultato               |
| ----- | ----------------------- |
| V     | Vincitore               |
| F     | Finalista               |
| SF    | Semifinalista           |
| O     | Oro olimpico            |
| A     | Argento olimpico        |
| SF    | Bronzo olimpico         |
| QF    | Quarti di Finale        |
| 4T    | Quarto turno            |
| 3T    | Terzo turno             |
| 2T    | Secondo turno           |
| 1T    | Primo turno             |
| RR    | Round Robin             |
| LQ    | Turno di qualificazione |
| A     | Assente                 |
| ND    | Non disputato           |

| Legenda superfici    |
| -------------------- |
| Cemento              |
| Terra battuta        |
| Erba                 |
| Superficie variabile |

#### Singolare nei tornei del Grande Slam
| Torneo          | 1983 | 1984 | 1985 | 1986 | 1987 | 1988 | 1989 | 1990 | 1991 | 1992 | 1993 |
| --------------- | ---- | ---- | ---- | ---- | ---- | ---- | ---- | ---- | ---- | ---- | ---- |
| Australian Open | A    | A    | A    | ND   | 3T   | 2T   | 2T   | 1T   | 1T   | A    | 1T   |
| Open di Francia | A    | A    | A    | 1T   | 1T   | A    | 1T   | 1T   | 1T   | 2T   | A    |
| Wimbledon       | 1T   | A    | A    | 1T   | 1T   | A    | 1T   | A    | A    | 1T   | 1T   |
| US Open         | 1T   | 1T   | 2T   | 3T   | 1T   | 2T   | 2T   | 1T   | A    | A    | A    |

#### Doppio nei tornei del Grande Slam
| Torneo          | 1987 | 1988 | 1989 | 1990 | 1991 | 1992 | 1993 |
| --------------- | ---- | ---- | ---- | ---- | ---- | ---- | ---- |
| Australian Open | A    | 1T   | 1T   | 1T   | 1T   | A    | 2T   |
| Open di Francia | A    | A    | 2T   | 2T   | A    | 1T   | A    |
| Wimbledon       | A    | A    | A    | A    | A    | 1T   | A    |
| US Open         | 1T   | 2T   | 1T   | A    | A    | A    | 1T   |

#### Doppio misto nei tornei del Grande Slam
| Torneo          | 1987 | 1988 | 1989 | 1990 | 1991 | 1992 |
| --------------- | ---- | ---- | ---- | ---- | ---- | ---- |
| Australian Open | A    | A    | A    | A    | A    | A    |
| Open di Francia | A    | A    | A    | 1T   | A    | 1T   |
| Wimbledon       | A    | A    | A    | A    | A    | A    |
| US Open         | 1T   | A    | A    | A    | A    | A    |